# 漢帕圖內山
14°4′7″S 70°48′46″W / 14.06861°S 70.81278°W
漢帕圖內山（Jampatune），是秘魯的山峰，位於該國南部庫斯科大區的坎奇斯省和普諾大區的卡拉瓦亞省，處於波馬諾塔山以南，屬於安第斯山脈的一部分，海拔高度約5,300米。